# Соснівка (Овруцький район)
Сосні́вка (МФА: [soˈsɲiu̯kɐ] ( прослухати)) (Шишалівка) — колишнє село в Україні.
Знаходиться в Овруцькому районі Житомирської області. Підпорядковувалось Переїздівській сільській раді. Виселено через радіоактивне забруднення внаслідок аварії на ЧАЕС. Населення в 1981 році — 70 осіб. Зняте з обліку 15 квітня 1995 року Житомирською обласною радою.